# José Ángel Pozo
José Ángel Pozo, né le 15 mars 1996 à Fuengirola en Espagne, est un footballeur espagnol qui évolue au poste de milieu offensif au Rayo Vallecano.

## Biographie

### Formation
Natif de Fuengirola, dans la province de Malaga en Espagne, José Ángel Pozo commence le football dans le club local de l'UD Fuengirola, où dès ses 11 ans, il est suivi par le Real Madrid, qu'il rejoint en intégrant le centre de formation du club en 2007.

### Manchester City
Alors qu'il est âgé de 16 ans, Pozo est recruté en 2012 par Manchester City, contre 2,4 millions de livres. Avec les jeunes de Manchester City il est notamment entraîné par Patrick Vieira. Il fait forte impression, à tel point qu'il gagne le surnom de "mini-Messi" et est pressenti pour intégrer le groupe professionnel.
À la suite des blessures de Sergio Agüero et de Stevan Jovetić, Pozo est appelé en équipe première pour le match de coupe de la Ligue anglaise face à Sheffield Wednesday le 24 septembre 2014. Il fait ses débuts en professionnel ce jour-là, en entrant en jeu à la place de Yaya Touré, et il inscrit également son premier but en fin de partie, participant à la large victoire de son équipe (7-0).

### UD Almeria
Le 31 août 2015 Pozo signe un contrat de cinq ans avec l'UD Almeria, club évoluant en deuxième division espagnole. Il fait sa première apparition sous ses nouvelles couleurs en championnat le 6 septembre 2015 face au CA Osasuna. Il entre en jeu alors que le score est de un partout et inscrit son premier but pour le club seulement une minute plus tard, donnant ainsi la victoire à son équipe.

### Rayo Vallecano
Le 27 juillet 2018 José Ángel Pozo s'engage pour cinq ans avec le Rayo Vallecano. Il joue son premier match pour le Rayo Vallecano le 19 août 2018, lors de la première journée de la saison 2018-2019 de Liga face au Séville FC. Il s'agit de sa première apparition dans l'élite du football espagnol et il est titulaire, mais son équipe s'incline ce jour-là par quatre buts à un.

### Al Ahli SC
Le 5 janvier 2022, après avoir prolongé son contrat avec le Rayo Vallecano jusqu'en juin 2024, Pozo est prêté jusqu'à la fin de la saison à Al Ahli SC.
De retour au Rayo à la fin de son prêt, il est notamment courtisé par le Málaga CF.

### En sélection
José Ángel Pozo représente l'équipe d'Espagne des moins de 17 ans entre 2012 et 2013. Il joue quatre matchs et marque un but avec cette sélection.
José Ángel Pozo fête sa première sélection avec l'équipe d'Espagne espoirs en entrant en jeu à la place de Carlos Soler lors d'un match amical face à la France le 19 novembre 2018. Les deux équipes font match nul ce jour-là (1-1).